# تشيلسي روز
تشيلسي روز (بالإنجليزية: Chelcie Ross)‏ هو ضابط وجندي وممثل أمريكي، ولد في 20 يونيو 1942 في الولايات المتحدة.

## أعمال

### أفلام
- (1987) الممنوع لمسهم[1]
- (1988) فوق القانون
- (1992) غريزة أساسية[2][3][4]
- (1993) عاموس واندرو
- (1994) ولد ريتش[5][6][7]
- (1997) زواج أعز صديق[8]
- (2001) الملكي[9]
- (2008) هورسمان[10]
- (2009) اسحبني إلى الجحيم[11][12]
- (2012) مشكلة الرميات المنحنية[13][14]

### مسلسلات
- اسمي إيرل
- الجميع يحب رايموند
- إن سي آي إس
- جاغ
- دالاس
- رجال ماد
- ميامي
- كولد كيس

## وصلات خارجية
- تشيلسي روز على موقع IMDb (الإنجليزية)
- تشيلسي روز على موقع ألو سيني (الفرنسية)
- تشيلسي روز على موقع ميوزك برينز (الإنجليزية)
- تشيلسي روز على موقع أول موفي (الإنجليزية)
- تشيلسي روز على موقع قاعدة بيانات الأفلام السويدية (السويدية)
- تشيلسي روز على موقع قاعدة بيانات الفيلم (الإنجليزية)
- تشيلسي روز على موقع كينوبويسك (الروسية)